# Blechnum binervatum
Blechnum binervatum är en kambräkenväxtart. Blechnum binervatum ingår i släktet Blechnum och familjen Blechnaceae.

## Underarter
Arten delas in i följande underarter:
- B. b. acutum
- B. b. binervatum